# Glicosilamina

Estructura básica de una glucosilamina, consistente en un enlace hemiaminal-éter cíclico, derivado de la unión de una amina a una aldosa.

Las glicosilaminas o glucosilaminas son una familia de compuestos químicos derivados de la unión de una amina con un carbohidrato de tipo aldosa, a través de un enlace N-glucosídico formando un hemiaminal éter cíclico. No deben confundirse con las glucosaminas.

## Nomenclatura
La IUPAC recomienda nombrar como glucosilaminas únicamente a aquellos carbohidratos aminados que tengan el grupo amina unido directamente al carbono anomérico. Quedan excluidos de esta definición tanto los aminoazúcares como los aminoglucósidos.

El ácido murámico es un compuesto común presente en los hidrosilatos de las paredes celulares de las bacterias. Aunque puede considerarse como una glucosamina con un residuo de ácido láctico en la posición 3. la IUPAC recomienda denominarlo como un aminoazúcar

## Química
La glicosilaminas son compuestos intermediarios en la reacción en caliente entre aldosas y grupos amina que dan lugar a los productos de Amadori., Estos compuestos son a su vez intermediarios de las reacciones de Maillard, que proporcionan aromas a los alimentos cocinados a temperaturas superiores a 120 °C.

## Ejemplos

N,N-dimetil-D-glucopiranosilamina, un ejemplo de una glucosamina.
El nucleósido Adenosina es otro ejemplo de una glucosamina